# Anapistula cuttacutta
Espèce
Anapistula cuttacutta est une espèce d'araignées aranéomorphes de la famille des Symphytognathidae.

## Distribution
Cette espèce est endémique du Territoire du Nord en Australie. Elle se rencontre dans la Cutta Cutta cave dans la région de Katherine.

## Étymologie
Son nom d'espèce lui a été donné en référence au lieu de sa découverte, la Cutta Cutta cave.

## Publication originale
- Harvey, 1998 : A review of the Australasian species of Anapistula Gertsch (Araneae: Symphytognathidae). Records of the Western Australian Museum, vol. 19, p. 111-120 (texte intégral).